# Reserva Natural de Zorkul

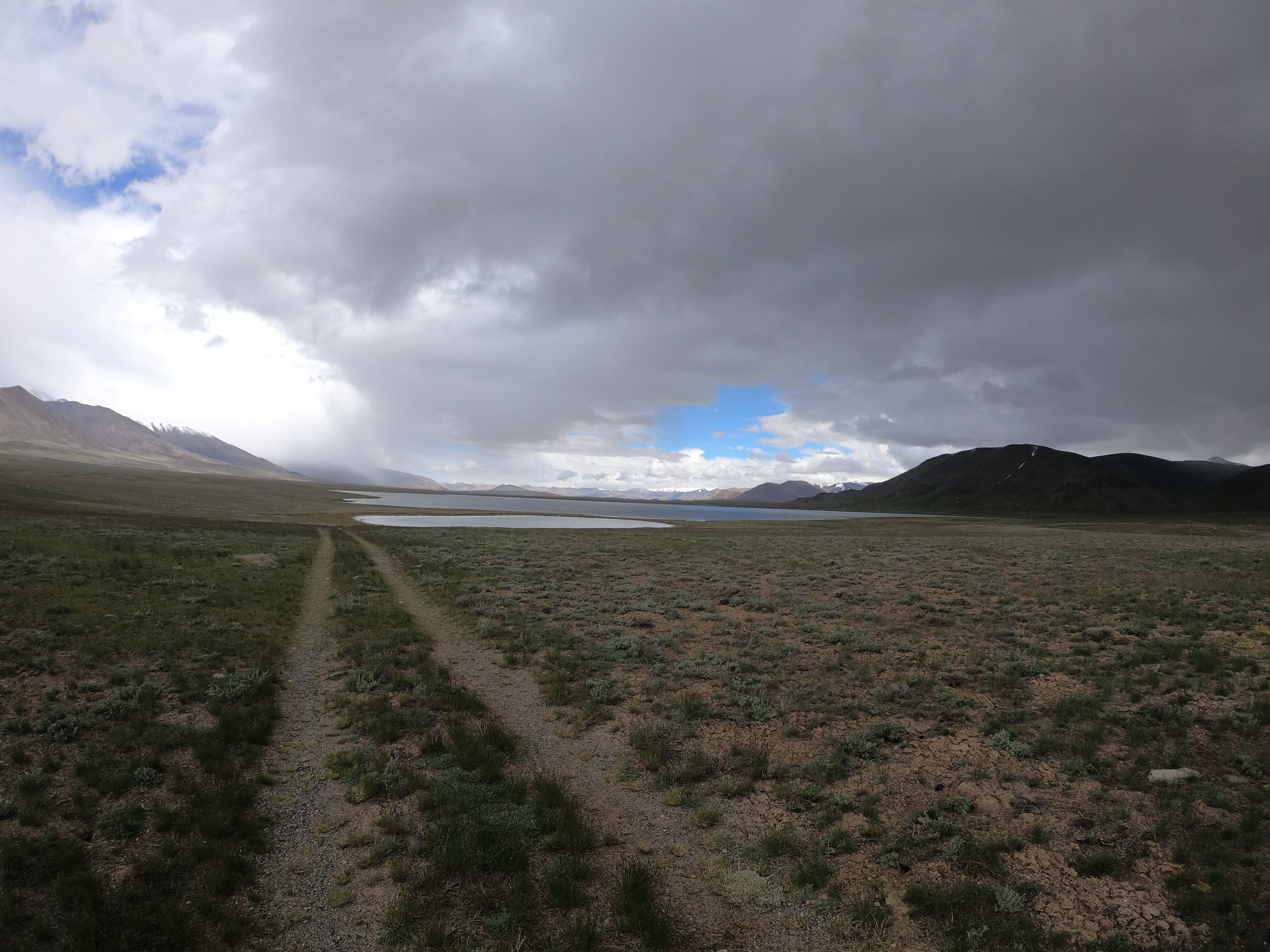
Reserva Natural de Zorkul

A Reserva Natural de Zorkul é uma área protegida no Tajiquistão. A reserva natural de 1610 quilómetros quadrados está localizada na província autónoma de Gorno-Badakhshan, no sudeste do Tajiquistão, adjacente à fronteira com o distrito de Wakhan no Afeganistão. A área tornou-se protegida em 1972 para a conservação dos gansos, e promovido a uma reserva natural em 2000. Deste então, a reserva também foi identificada pela BirdLife International como uma área importante para as aves.

## Descrição
A reserva ocupa um amplo vale 320 km a leste da capital provincial de Khorugh, situada entre o sul de Alichur e os cumes Vahan do leste das Montanhas Pamir, a cerca de 4000-5460 metros de altitude. A paisagem é constituída principalmente por encostas suaves de estepe alpina pouco coberta de vegetação. O núcleo da reserva é composto por 3900 hectares de água doce do lago Zorkul, a uma altitude de 4125 metros. A profundidade máxima do lago é de 6 metros. A sua superfície é coberta por vegetação. Os gansos e as outras raças das aves aquáticas vivem e acasalam em pequenas zonas do lago. Embora o uso da terra na reserva seja proibido, seus arredores são usados como pasto.

## Fauna
Assim como para os gansos, com até 125 casais reprodutores utilizando o local, a reserva foi classificada como área importante para as aves, suportando um número significativo de populações de várias outras espécies de aves, seja como residentes, em hibernação, ou migrantes de passagem. Estes incluem os galo-das-neves-tibetano, os tetraogallus himalayensis, os patos-ferrugíneos, falcões, abutres, o borrelho-mongol, gaivota-do-índico, gralha-de-bico-amarelo, calandrella acutirostris, rabirruivo-de-touca-branca, pardal-das-neves, prunella himalayana, prunella fulvescens, pinzão-montês-cinzento, carpodacus rubicilla e pintarroxo-de-fronte-vermelha.
Os mamíferos encontrados na área incluem marmotas de cauda longa, juncos de juníperos, ratos de montanha, lebres, ochotona roylei, ovelhas de Marco Polo, Íbex da Sibéria, leopardos de neve, lince da Eurasia, gatos de Pallas, lobos cinzentos, raposas vermelhas, doninhas e ursos pardos.